# 克拉玛依大火
克拉瑪依市火灾發生於1994年12月8日中华人民共和国新疆维吾尔自治区克拉瑪依市。市教育局为欢迎上级教委，组织15校学生文艺表演，表演期間舞台幕布因舞臺燈过热而自燃。火災釀成325人死亡，其中288人为中小学生。
鉴定指，近百名孩子是因踩踏身亡，而非燒傷死亡。许多孩子屍身上有成人的鞋印，引起媒體責問。由於火災時有人向學生喊“让领导先走”，經傳媒報導後引发轩然大波，几乎成了此事件的代名词。

## 友谊馆概况
友谊馆是1958年始建的蘇聯斯大林式建筑，后经整修于1991年重新使用。馆内一共有810座位，主要有前厅、左右回廊、观众厅、舞台构成，观众厅与左右回廊和前厅分别通过两扇双扇木质隔音门相通，回廊与前厅则通过双向侧推拉折叠门连通。北侧回廊设有两个厕所，舞台北侧是后台，内有拉幕机和配电盘，后台与外界通过6号门相连，6号门较宽，为角铁框架木质门，主要供道具出入。
友谊馆与外界相连的一共10道门，除靠近舞台的6、9、10号门，起火时无法利用外，南北两侧回廊各有两道门，结构均为双扇木门内加装金属侧推拉折叠门；前厅有三道门，均为玻璃门外加装铝合金卷帘门。观众即通过前厅的三道门中的3号门入场。

## 过程

克拉玛依大火逃生平面示意图。
甲、乙为用于分割前厅与回廊而加装的横开式钢制栅栏门，仅甲门开启。
1、2、3号门加装了电动卷帘门；4、5、7、8门外侧加装了铁栅栏防盗门。
图中带锁图标的门当时均锁死。外侧门仅3号卷帘门正常打开，但火灾后不久，短路停电，该卷帘门下落；6号门虽然上锁但被气流冲开。
图中A到F门为内厅木门，C和D锁闭。
图中墙壁上的红色区域为窗子的位置，友谊馆的窗子也全部加装了金属防盗网。
图中X所示为遇难者的大致分布。

1994年12月8日，克拉玛依市教育局为欢迎上級新疆维吾尔自治区教委的“两基”（基本普及九年义务教育，基本扫除青壮年文盲）评估验收团的25位（一说23）官员，组织了全市7所中学、8所小学的学生、教师及有关领导共796人在克拉玛依市友谊馆剧场举办了专场文艺演出活动。领导没有准时到场，学生老师们下午入场等候了至少1个多小时，约四、五点钟，本市及上级领导才陆续进来。
18时05分演出开始。约18时十几分，在表演第二个节目即克市第二小学的节目时，舞台后端的幕布因附近灯光过热而被烤燃。根据多位幸存者描述，第一个节目结束时已经有人闻到焦味，但没在意，第二个节目刚开始，舞台上就开始掉下来着火或没有着火的布条，有人以为是演出用的道具，然后有一大团着火的幕布掉下来，有人上去把舞台前端的幕布拉上。不久，火引燃了后幕的装饰用呼拉圈，热气使幕布膨胀如气球。据二小校长黄文华回忆，此时馆内“没有一个人指挥”，“火光冲出来后，一下子全都乱了”，“喊谁谁都听不见”。之后电线短路，灯光熄灭。
第一批逃生者由友谊馆后排唯一开着的卷帘门逃出，但不久后卷帘门便因断电而掉落下来，使得8个外侧安全门均被封闭（但可能此卷帘门在人们的支撑下没有完全封死）。馆外的人们试图用各种器械撬开出口。有人扳起防盗门钢条、砸开窗户的铁栅栏，让里面的人钻出来。第三辆消防车才带来了消防斧。但由于火势蔓延极快，大火仅仅持续了约20分钟就已经结束了（一说大火19时20分被完全扑灭）。

## 死伤
大火造成的325名遇难者中，有288名中小学生，其他为教师、工作人员、家长、官员等。另外，还有受伤住院者130人。由于官方公开的信息有限，直到十多年后，一些关键数据仍然存在争议，部分数据如学生、教师和家长的出场总数仍没有可靠的准确数字。
学生和教师的死亡率相近，都是约40%左右。医生鉴定表明，死因除了烧伤、窒息，还有近百名孩子是被踩踏身亡。孩子屍身上有成人的鞋印，引起東方衛視等媒體責問。
在撤离过程中，克拉玛依本地官员全部生还，其中3名市局领导和17名教委成员，除副市长赵兰秀外，均及时脱险，赵兰秀面部严重烧伤，但最终生还。来自新疆维吾尔自治区的验收团共23名官员中，有17人遇难，其中包括两名带队的正处级督学，其他6人均受伤。
有学生家属接受采访时称，当夜有一梁姓学生父母在太平间里发现孩子尚有心跳，送回抢救而被救活，因而怀疑救护人员并未仔细检查“尸体”是否有心跳。
|                | 人数   | 死亡（伤） | 死亡率   |
| -------------- | ------ | ---------- | -------- |
| 学生           | 709    | 288或284   | 40%-41%  |
| 老师（含校长） | ＞40   | 18         | ＜45%    |
| 烏魯木齊市來的 | 23或25 | 17（6）    | 74%或68% |
| 克拉瑪依市本地 | ＞20   | 0（＞3）   | 0        |
| 家长           | ?      | 4          | ?        |
| 司机           | ?      | 1          | ?        |
| 合计           | 796    | 325（130） | 约41%    |

## 事故原因
新疆维吾尔自治区公安厅消防局的消防专家会同有关人员连夜赶到克拉玛依进行事故原因调查，据称仅用了四天时间就将事故原因查清定性。
据时任自治区公安厅消防局副局长廉钰介绍，火灾的过火面积并不大，火灾造成重大伤亡的主要原因有以下几点：
1. 安全疏散门上锁关闭，全部加了铁栅栏、推拉门，严重违反了当时的《中华人民共和国消防条例》第11条的规定：“人员集中的公共场所，必须保持安全出口疏散通道的畅通无阻”。
2. 友谊馆室内的室内装修、舞台用品大部分采用易燃可燃材料：吊顶采用了五合板；座椅从外到里依次是化纤布、人造革、聚氨酯泡沫[9]和麻袋片；舞台十三道幕布全部是化纤材料，还有一个金属幕布（这个幕布也烧着了）。导致空气中弥漫着有毒气体。
3. 上级主管部门在知道友谊馆舞台曾经着过火的情况下，仍疏于整改，消防器材欠缺不全，南侧回廊很可能被当作仓库来使用，堆放着冰柜、沙发、自行车等杂物。

## 事后

### 家属权益
死难学生家属们一直领不到死亡证。学生墓碑上刻着因公牺牲，也有当局的承诺，但因公牺牲证也同样一直未发。連官方祭悼活動都沒有進行。有家属到其他城市进行维权上访，但由于上级部门的压力，他们遭到了重重阻挠和拒绝。家属想进行相关起诉，但律师不愿接他们的案子。就领不到死亡证明的问题，有家属电话咨询当地的法律节目，一提到是大火遇难者家属，立马被挂断。

### 纪念
1994年12月17日，当地政府想将损毁的友谊馆炸掉，但因市民抗议，整修后被保留到了1997年。1997年9月24日，友谊馆主体建筑还是被爆破拆除，仅留下大门（前厅）。2010年，仅剩下门厅的友谊馆成为克拉玛依首批市级文物保护单位。
曾有报道称市政府准备修建纪念馆，展出死难者的照片。但该诺言一直未兑现。1997年4月这里新建了“人民广场”，广场上没有任何关于当年克拉玛依大火的介绍，只设有传言可能代表死难者的300多盏路灯。
互联网普及后，有网民自发悼念克拉玛依火灾。1998年起，陆续有不少网络纪念文章出现。

### “让领导先走”争议
《中国青年报》记者在灾难发生20多天后写了一篇通讯《人祸猛于火——克拉玛依“12·8”惨案的警示》，其中提到有人在火灾发生时喊道“让领导先走”，引发轩然大波。此后，“让领导先走”几乎成了此次灾难的代名词，媒体多次围绕这个话题进行报道、评论，具体喊话内容也从最初报道的“同学们，让领导先走……”演变到了“学生们不要动，让领导先走！”，以及网上流传的“大家都坐下，不要动！让领导先走！”。

#### 誰說的？
有报道指喊話者是時任新疆石油管理局教育培训中心党委副书记兼纪委书记况丽，但况丽接受采访时既否認自己曾喊話，也表示沒聽到別人有類似喊話。
时任副市长赵兰秀接受《南方周末》采访时否认听见有人喊“让领导先走”。也有报道指出有亲历者称这句话是演出开始前有人讲“演出结束后，同学们不要动，让领导先走。”《中国青年报》记者将其“移花接木”到了火灾发生时。
然而，包括初二学生金素敏，和大火中烧伤最重、烧伤85%、12年一直在医院治疗的杨柳在内的多名当时在场的学生幸存者，都对《南方周末》记者证实，确实有个女领导在火灾时说过这句话。金素敏描述说，有个女的站在领导席前，拿着话筒说让学生不要乱，坐下来，学生就坐下，但坐下时，领导席已经空了。一当时坐在后排的学生描述道：“当时领导坐在中间的前几排，在让我们坐下别动的时候，我看见他们慢慢地往两边散开，从过道慢慢往后走”。
演出的报幕员、当时9岁的女孩周雅静事后回忆道：“在通道里，一个爷爷用力推开我们往前跑，我认识他，他就是演出前我给他献鲜花的那个爷爷”。
也有认为喊話者為時任市教委副主任唐健或赵兰秀、赵征等其他市领导的。另外还有一生还的体育老师称是一名男性说了这句话。
东方卫视的采访中，很多当事人也都证实听到了“让领导先走”的喊声，并亲眼看到领导们最先从友谊馆左侧大厅撤离，随后，现场陷入混乱。遇难学生袁媛坐在剧院最后一排，离开着的安全门最近，但依然未能逃出，家长揣测是她在班级比较听话，而有人下令不要乱动。
徐辛的纪录片《克拉玛依》中穿插了一段火灾刚过在医院中拍摄的采访片段，在这个片段中采访了四个人，均未提到有人喊“让领导先走”，其中有个老师提到在舞台上掉布条的时候，“我们学生已经站起来，就想走呢。都想走，可是前排的领导都还没有起来，然后我们就坐下了，……，刚坐下，掉的东西就开始带火苗，……，紧接着幕布就着起来了，一看着起来我就赶快把学生叫起来，……，赶快把学生拉起来站起来，赶快往外跑”。二小校长黄文华回忆说“（领导在幕布被拉住后）都在前排坐着，不清楚（发生了什么情况）”。
司法机构的公诉词和判决中提到了有领导抛下师生只顾自己苟且偷生，但未涉及“让领导先走”的具体细节。

#### 與逃生的因果關係
從消防工程角度，麻庭光教授（俄克拉荷马州立大学）认为「毫无疑问，曾经有人说过类似的话语，但说话的时机氛围很重要。现在有三种可能：A，演出开始之后，失火发生之前；B，失火发生之后，火灾失控之前；C，火灾失控之后。在情况A下说这话，是一种文化现象，在此不是很容易解释清楚的；(……) 在情况C下说这话的可能性非常小，是精神失常的表现」，並認為“让领导先走”这句话對逃生沒有实质影响。他分析后认为外地领导可能确实先于当地领导和师生离开座位，并向着正门方向移动到大厅中部时，恰逢火灾失控，大规模逃生开始，因此被人流围困，造成非死即伤；而当地领导作为活动组织者没有先离开，大规模逃生开始时身处前排远离正门的地方，恰好位于大规模逃生人流末端，看到正门拥堵时，可以迅速利用熟悉地形的优势，从侧面回廊逃生。外地领导如果不是先于当地领导离开，没有理由不跟随当地领导。麻庭光的說法得到2011年騰訊專題頁的引用。

### 报道与影视作品
时任中国中央电视台台长的杨伟光，在退休后的2007年接受《南方周末》访谈时表示，克拉玛依大火后，他曾经叫停过《焦点访谈》记者制作的一个报导纪录片：
|                                                  | 我不是没有枪毙过节目，我枪毙过。一个时期，有一个“度”的把握问题，不然为什么要审查？最典型的一次，克拉玛依大火死了一些小孩，我看完这个节目，节目做得很好，也很感人，但我说克拉玛依的群众情绪躁动得很厉害，我说这个节目播了以后，是会对当地群众情绪的一种平息，还是火上浇油？如果火上浇油的话，就不能播，如果能平息他们的情绪，不会闹事那就可以。问题是那边已经白热化了，你现在播了这个，会使那些失去孩子的父母亲友愤怒起来以后，向领导立马施加压力。结果那记者哭着抬不起头。三天以后，中宣部发出正式通知，克拉玛依有关报道不要再报，局势很不稳定。大家说杨台（注：“杨伟光台长”简称）把节目压了是对的。 |
| ——时任中国中央电视台台长杨伟光，《南方周末》采访 | |

同年，这个被禁纪录片的作者陈耀文在博客上公开了一些当年的一些回忆。
事发当时的一些报道与电视专题被叫停。灾难后十多年后，内地渐渐有一些电视节目重新提起灾难的细节。2007年2月5日东方卫视《深度105》播出节目《1994克拉玛依大火》。北京電視台懸疑紀實節目《檔案》亦曾製作《追蹤克拉瑪依大火》专题，由石涼講述，於2011年1月播出。
此事件被拍成電影紀錄片《克拉瑪依》，由徐辛導演，于2009年製作完成，長6小時。該片目前無法在中國大陸上映，2010年3月28日作为第34届香港国际电影节“人道奖”纪录片竞赛单元入选的八部影片之一，在香港科学馆首映。该片还入选了第63届瑞士洛迦诺国际电影节的国际竞赛单元。
《小兔子哐哐》的兔年“贺岁”动画片影射了新疆克拉玛依火灾有人喊让领导先走，遭到中国当局封杀。

### 问责
克拉玛依大火之后，检察院对14名友谊馆工作人员及官员提起了公诉。北京市第十律师事务所律师赵秉志、陈兴良，重庆市第三律师事务所律师邓又天、赵长青作为案件被害方的代理律师，参与本案诉讼。1995年，法院判决其中13人犯有重大责任事故罪或玩忽职守罪。
法院认定，当年9月28日消防部门对友谊馆要求整改舞台灯光和幕布距离，10月30日该馆办报告会时灯又将幕布烤燃后被当场扑灭，但友谊馆负责人阿不来提·卡德尔、蔡兆锋等依然未加整改。七个安全疏散门也仅开一个。石油管理局总工会副主席岳霖等也知晓这些隐患，但未重视即签字同意使用该馆。事发时，友谊馆服务员陈惠君、努斯拉提·玉素甫江、刘竹英只打开一个正门。蔡兆锋出差。阿不来提将本馆电工派出在外，起火后未及时打开太平门疏散。这些责任人被判有期徒刑4至7年不等。
新疆石油管理局副局长方天录抢先逃离火场，而且没有及时报警，被追究刑责，判了5年。传闻还称官员况丽从卫生间逃生并将门反锁阻止学生逃生，但况丽称卫生间的门是弹簧的，插不住，并未阻止孩子逃生，不管怎样，她最终被判4年，出狱后当了一家保险公司分公司经理，且重新加入了共产党。同样躲厕所逃生遭诟病的市人大常委会副主任张华堂，被免于刑责，未被起诉，仅去职留党查看。演出的主要组织者之一、大火中逃生的市教委副主任唐健被判5年。克拉玛依市还有另一与其同姓名的官员，当时任克拉玛依市、新疆石油管理局党委副书记，后来任克拉玛依市市长。这两名唐健被一些网民混淆，为区分二者，通常前者称小唐健，后者称大唐健。
分管教育的副市长赵兰秀被认为是个别当时“没有先走”的本市领导，她被救时脸部90%多的部分被碳化。1994年底公布的处理人员名单中没有她，但1995年她被逮捕，是被起诉官员中最晚被逮捕的，最终被判4年零6个月。当然，她因伤未坐一天牢，马上就被保外就医。十几年后，有记者试图与死难者家属沟通，给赵兰秀翻案，遭抵制；也有市领导向中央申请为她平反，但未成功。
被起诉的友谊馆工作人员及官员的判决情况如下（有的因受伤保外就医，未实际服刑）：
| 姓名              | 性别 | 时任职位                                               | 罪名           | 刑期         |
| ----------------- | ---- | ------------------------------------------------------ | -------------- | ------------ |
| 阿不来提·卡德尔   | 男   | 新疆石油管理局总工会文化艺术中心友谊馆副主任           | 重大责任事故罪 | 7年          |
| 陈惠君            | 女   | 友谊馆服务组组长                                       | 重大责任事故罪 | 7年          |
| 努斯拉提·玉素甫江 | 女   | 友谊馆                                                 | 重大责任事故罪 | 6年          |
| 刘竹英            | 女   | 友谊馆                                                 | 重大责任事故罪 | 6年          |
| 蔡兆锋            | 男   | 友谊馆主任兼指导员                                     | 玩忽职守罪     | 5年          |
| 孙勇              | 男   | 总工会文化艺术中心主任                                 | 玩忽职守罪     | 4年          |
| 赵忠铮            | 男   | 文化艺术中心教导员                                     | 玩忽职守罪     | 4年          |
| 岳霖              | 女   | 石油管理局总工会副主席                                 | 玩忽职守罪     | 4年          |
| 赵兰秀            | 女   | 克拉玛依市副市长                                       | 玩忽职守罪     | 4年零6个月   |
| 方天录            | 男   | 新疆石油管理局副局长                                   | 玩忽职守罪     | 5年          |
| 唐健              | 男   | 克拉玛依市教委副主任、新疆石油管理局教育培训中心副主任 | 玩忽职守罪     | 5年          |
| 况丽              | 女   | 石油管理局教育培训中心党委副书记兼纪委书记             | 玩忽职守罪     | 4年          |
| 朱明龙            | 男   | 克拉玛依市教委普教科科长                               | 玩忽职守罪     | 4年          |
| 赵征              | 女   | 克拉玛依市教委普教科副科长                             | 玩忽职守罪     | 免予刑事处分 |

其他未被公诉但是被革职、降职、察看的官员还包括：
- 新疆石油管理局局长兼安全委员会主任、管理局党委党委、副书记和克拉玛依市委常委、副书记谢宏
- 新疆石油管理局副局长尼牙孜·阿不都拉
- 自治区教委副主任、“两基”评估验收团负责人刘东行
- 克拉玛依市人大常委会副主任张华堂
- 克拉玛依市总工会主席兼新疆石油管理局工会主席阿不来海提·克尤木

## 外部連結
- . 南方周末. 2000. （原始内容存档于2020-12-09）.

- . 凤凰网. 2006-12  [2023-12-05]. （原始内容存档于2020-01-20）.

- 张悦. . 南方周末. 2010-12-08. （原始内容存档于2020-12-10）.

- . 腾讯今日話題. 2011-12. （原始内容存档于2014-12-09）.